# Margarita Yakovleva
Margarita Yakovleva (en ukrainien : Маргарита Яковлєва ; née le 27 août 1981) est une journaliste, poète et écrivaine ukrainienne. Membre de la Fédération internationale des journalistes depuis 2007, elle est autrice d'articles dans le domaine de l'économie et de la finance. Depuis septembre 2013, elle travaille avec Forbes Ukraine.

## Biographie
Margarita naît à Kiev où elle fait ses études à l'Institut polytechnique de Kiev. Depuis 2006, elle travaille comme journaliste économique. Elle a été rédactrice en chef et journaliste dans des journaux et revues comme Semaine ukrainienne, Fokus, et DELO.

## Activité créative
Margarita écrit de la poésie depuis l'âge de 5 ans. Elle publie en tant que poète depuis 1996. Elle a publié quatre livres, dont "Far. Nigh" (Kiev, 2006) et "Grand voyage" (Donetsk, 2011). Ses romans sont consacrés aux voyages et aux traditions mystiques du Moyen-Orient et de l'Europe occidentale,.
Elle est aussi artiste-photo. Ses expositions et projets photo ont été présentés dans le cadre du festival international pluridisciplinaire annuel d'art contemporain et de cinéma GogolFest.

## Récompenses
- Certificat d'honneur du Ministère de la Justice de l'Ukraine, 2004
- Concours international parmi les journalistes des médias d'affaires de Russie et d'Ukraine - Prix PRESSzvanie Business Circles 2008. Meilleur journaliste en Assurance (première place), Meilleur journaliste en Entreprise et société (troisième place), 2009
- Diplôme honorifique du Service national des impôts de l'Ukraine, 2010
- Prix PRESSzvanie Business Circles-2011, Meilleur journaliste en télécommunications et informatique (troisième place), 2012[5]